# Stenbider
Stenbidere er små ulkefisk af stenbiderfamilien Cyclopteridae. De findes i Ishavet, Atlanterhavet og i den nordlige del af Stillehavet. Det største antal arter findes i nordlige del af Stillehavet.
Den eneste danske art er Cyclopterus lumpus, som derfor blot kaldes stenbider (uden yderligere specifikation). Stenbiderhunnen kaldes på dansk kvabso eller kulso. Rognen af denne bruges i Det Danske Køkken.
Stenbider bruges også til biologisk bekæmpelse af lakselus indenfor lakseopdræt. I stedet for at bruge gift til at komme lusene til livs har man bl.a. brugt stenbider, der spiser lusene. På Færøerne blev der gjort forsøg med at bruge stenbider til bekæmpelse af lakselus siden november 2014, og resultaterne har være gode ifølge Atli Gregersen fra Luna. De havde talt op til 380 i en enkelt stenbider.
I det skånelandske køkken er stenbidersuppe en delikatesse, hvilken er en dyr ret på restauranter.   

## Klassifikation
Underfamilie: Cyclopterinae
- Slægt: Aptocyclus
- Slægt: Cyclopsis
- Slægt: Cyclopteropsis
- Slægt: Cyclopterus Linnaeus, 1758
  - Art: Cyclopterus lumpus (Stenbider)
- Slægt: Eumicrotremus
- Slægt: Lethotremus